# Seznam olympijských medailistů v šermu žen – fleret

## Fleret - jednotlivci
| Rok      | Zlato                                            | Stříbro                                          | Bronz                                        |
| -------- | ------------------------------------------------ | ------------------------------------------------ | -------------------------------------------- |
| LOH 1924 | Ellen Osiier · Dánsko (DEN)                      | Gladys Davies · Velká Británie (GBR)             | Grete Heckscher · Dánsko (DEN)               |
| LOH 1928 | Helene Mayerová · Německo (GER)                  | Muriel Freeman · Velká Británie (GBR)            | Olga Oelkers · Německo (GER)                 |
| LOH 1932 | Ellen Preisová · Rakousko (AUT)                  | Judy Guinness · Velká Británie (GBR)             | Erna Bogen-Bogáti · Maďarsko (HUN)           |
| LOH 1936 | Ilona Eleková · Maďarsko (HUN)                   | Helene Mayerová · Německo (GER)                  | Ellen Preisová · Rakousko (AUT)              |
| LOH 1948 | Ilona Eleková · Maďarsko (HUN)                   | Karen Lachmannová · Dánsko (DEN)                 | Ellen Muellerová · Rakousko (AUT)            |
| LOH 1952 | Irene Camberová · Itálie (ITA)                   | Ilona Eleková · Maďarsko (HUN)                   | Karen Lachmannová · Dánsko (DEN)             |
| LOH 1956 | Gillian Sheenová · Velká Británie (GBR)          | Olga Orbánová · Rumunsko (ROU)                   | Renée Garilheová · Francie (FRA)             |
| LOH 1960 | Heidi Schmidová · Tým sjednoceného Německa (EUA) | Valentina Rastvorovová · Sovětský svaz (URS)     | Maria Vicolová · Rumunsko (ROU)              |
| LOH 1964 | Ildikó Ságiová-Rejtőová · Maďarsko (HUN)         | Helga Meesová · Tým sjednoceného Německa (EUA)   | Antonella Ragnová · Itálie (ITA)             |
| LOH 1968 | Jelena Bělovová · Sovětský svaz (URS)            | Pilar Roldánová · Mexiko (MEX)                   | Ildikó Ságiová-Rejtőová · Maďarsko (HUN)     |
| LOH 1972 | Antonella Ragnová-Lonziová · Itálie (ITA)        | Ildikó Bóbisová · Maďarsko (HUN)                 | Galina Gorochovová · Sovětský svaz (URS)     |
| LOH 1976 | Ildikó Schwarczenbergerová · Maďarsko (HUN)      | Maria Consolata Collinová · Itálie (ITA)         | Jelena Bělovová · Sovětský svaz (URS)        |
| LOH 1980 | Pascale Trinquetová · Francie (FRA)              | Magda Marosová · Maďarsko (HUN)                  | Barbara Wysoczańská · Polsko (POL)           |
| LOH 1984 | Luan Ťü-ťie · Čína (CHN)                         | Cornelia Hanischová · Západní Německo (FRG)      | Dorina Vaccaroniová · Itálie (ITA)           |
| LOH 1988 | Anja Fichtelová · Západní Německo (FRG)          | Sabine Bauová · Západní Německo (FRG)            | Zita Funkenhauserová · Západní Německo (FRG) |
| LOH 1992 | Giovanna Trilliniová · Itálie (ITA)              | Wang Chuej-feng · Čína (CHN)                     | Taťjana Sadovská · Sjednocený tým (EUN)      |
| LOH 1996 | Laura Badeaová · Rumunsko (ROU)                  | Valentina Vezzaliová · Itálie (ITA)              | Giovanna Trilliniová · Itálie (ITA)          |
| LOH 2000 | Valentina Vezzaliová · Itálie (ITA)              | Rita Königová · Německo (GER)                    | Giovanna Trilliniová · Itálie (ITA)          |
| LOH 2004 | Valentina Vezzaliová · Itálie (ITA)              | Giovanna Trilliniová · Itálie (ITA)              | Sylwia Gruchałová · Polsko (POL)             |
| LOH 2008 | Valentina Vezzaliová · Itálie (ITA)              | Nam Hjon-hui · Jižní Korea (KOR)                 | Margherita Granbassiová · Itálie (ITA)       |
| LOH 2012 | Elisa Di Franciscaová · Itálie (ITA)             | Arianna Errigová · Itálie (ITA)                  | Valentina Vezzaliová · Itálie (ITA)          |
| LOH 2016 | Inna Deriglazovová · Rusko (RUS)                 | Elisa Di Franciscaová · Itálie (ITA)             | Inès Búbakríová · Tunisko (TUN)              |
| LOH 2020 | Lee Kieferová · Spojené státy americké (USA)     | Inna Deriglazovová · Sportovci ROV (ROC)         | Larisa Korobejnikovová · Sportovci ROV (ROC) |
| LOH 2024 | Lee Kieferová · Spojené státy americké (USA)     | Lauren Scruggsová · Spojené státy americké (USA) | Eleanor Harveyová · Kanada (CAN)             |

## Fleret - družstvo
| Rok      | Zlato | Stříbro | Bronz |
| -------- | --- | --- | --- |
| LOH 1960 | · Sovětský svaz (URS) · Valentina Prudskovová · Alexandra Zabelinová · Ljudmila Šišovová · Taťjana Petrenková · Galina Gorochovová · Valentina Rastvorovová | · Maďarsko (HUN) · Györgyi Marvalics · Ildikó Ságiová-Rejtőová · Magda Nyáriová · Katalin Juhászová · Lídia Dömölkyová                  | · Itálie (ITA) · Bruna Colombettiová · Velleda Cesari · Claudia Pasini · Irene Camberová · Antonella Ragnová-Lonziová       |
| LOH 1964 | · Maďarsko (HUN) · Paula Marosi · Katalin Juhászová · Judit Ágoston · Lídia Dömölkyová · Ildikó Ságiová-Rejtőová                                            | · Sovětský svaz (URS) · Ljudmila Šišovová · Valentina Prudskovová · Valentina Rastvorovová · Taťjana Samusenková · Galina Gorochovová   | · Tým sjednoceného Německa (EUA) · Heidi Schmidová · Helga Meesová · Rosemarie Scherberger · Gudrun Theuerkauff             |
| LOH 1968 | · Sovětský svaz (URS) · Alexandra Zabelinová · Taťjana Samusenková · Jelena Bělovová · Galina Gorochovová · Svetlana Čirkovová                              | · Maďarsko (HUN) · Lídia Dömölkyová · Ildikó Bóbisová · Ildikó Ságiová-Rejtőová · Mária Gulácsy · Paula Marosi                          | · Rumunsko (ROU) · Katalin Stahlová · Ileana Drâmbăová · Maria Vicolová · Olga Szabóová-Orbánová · Ana Pascuová             |
| LOH 1972 | · Sovětský svaz (URS) · Jelena Bělovová · Galina Gorochovová · Taťjana Samusenková · Alexandra Zabelinová · Svetlana Čirkovová                              | · Maďarsko (HUN) · Ildikó Bóbisová · Ildikó Ságiová-Rejtőová · Ildikó Schwarczenbergerová · Mária Szolnoki · Ildikó Rónay               | · Rumunsko (ROU) · Ilona Gyulaiová · Ana Pascuová · Katalin Stahlová · Olga Szabóová-Orbánová                               |
| LOH 1976 | · Sovětský svaz (URS) · Jelena Bělovová · Olga Kňazevová · Valentina Sidorovová · Najila Giljazovová · Valentina Nikonovová                                 | · Francie (FRA) · Brigitte Latrille-Gaudin · Brigitte Gapais-Dumont · Christine Muzio · Veronique Trinquet · Claudette Herbster-Josland | · Maďarsko (HUN) · Ildikó Schwarczenbergerová · Edit Kovács · Magda Marosová · Ildikó Ságiová-Rejtőová · Ildikó Bóbisová    |
| LOH 1980 | · Francie (FRA) · Brigitte Latrille-Gaudin · Pascale Trinquetová · Isabelle Begard · Veronique Brouquier · Christine Muzio                                  | · Sovětský svaz (URS) · Valentina Sidorovová · Najila Giljazovová · Jelena Bělovová · Irina Ušakovová · Larisa Cagarajevová             | · Maďarsko (HUN) · Ildikó Schwarczenbergerová · Magda Marosová · Gertrúd Stefaneková · Zsuzsanna Szőcsová · Edit Kovács     |
| LOH 1984 | · Západní Německo (FRG) · Ute Kircheis-Wessel · Christiane Weber · Cornelia Hanischová · Sabine Bischoffová · Zita Funkenhauserová                          | · Rumunsko (ROU) · Aurora Dan · Monika Weberová · Rozália Oroszová · Marcela Moldovan-Zsak · Elisabeta Guzganuová                       | · Francie (FRA) · Laurence Modaineová · Pascale Trinquetová · Brigitte Latrille-Gaudin · Veronique Brouquier · Anne Meygret |
| LOH 1988 | · Západní Německo (FRG) · Sabine Bauová · Anja Fichtelová · Zita Funkenhauserová · Anette Klug · Christiane Weber                                           | · Itálie (ITA) · Francesca Bortolozziová · Annapia Gandolfi · Lucia Traversaová · Dorina Vaccaroniová · Margherita Zalaffi              | · Maďarsko (HUN) · Zsuzsa Jánosiová · Edit Kovács · Gertrúd Stefaneková · Zsuzsanna Szőcsová · Katalin Tuschák              |
| LOH 1992 | · Itálie (ITA) · Diana Bianchediová · Francesca Bortolozziová · Giovanna Trilliniová · Dorina Vaccaroniová · Margherita Zalaffi                             | · Německo (GER) · Sabine Bauová · Zita Funkenhauserová · Annette Dobmeier · Anja Fichtelová · Monika Weberová                           | · Rumunsko (ROU) · Réka Szabóová · Claudia Grigorescuová · Elisabeta Tufanová · Laura Badeaová · Roxana Dumitrescu          |
| LOH 1996 | · Itálie (ITA) · Francesca Bortolozziová · Giovanna Trilliniová · Valentina Vezzaliová                                                                      | · Rumunsko (ROU) · Laura Badeaová · Réka Szabóová · Roxana Scarlatová                                                                   | · Německo (GER) · Anja Fichtelová · Sabine Bauová · Monika Weberová                                                         |
| LOH 2000 | · Itálie (ITA) · Diana Bianchediová · Giovanna Trilliniová · Valentina Vezzaliová                                                                           | · Polsko (POL) · Sylwia Gruchałová · Magdalena Mroczkiewicz · Anna Rybická · Barbara Wolnicka                                           | · Německo (GER) · Sabine Bauová · Rita Königová · Monika Weberová                                                           |
| LOH 2004 | nebylo na programu LOH | nebylo na programu LOH | nebylo na programu LOH |
| LOH 2008 | · Rusko (RUS) · Svetlana Bojková · Aida Šanajevová · Viktorija Nikišinová · Jevgenija Lamonovová                                                            | · Spojené státy americké (USA) · Emily Cross · Hanna Thompson · Erinn Smart                                                             | · Itálie (ITA) · Valentina Vezzaliová · Giovanna Trilliniová · Margherita Granbassiová · Ilaria Salvatori                   |
| LOH 2012 | · Itálie (ITA) · Arianna Errigová · Elisa Di Franciscaová · Ilaria Salvatori · Valentina Vezzaliová                                                         | · Rusko (RUS) · Inna Deriglazovová · Larisa Korobejnikovová · Aida Šanajevová · Kamilla Gafurdžanovová                                  | · Jižní Korea (KOR) · Nam Hjon-hui · Čon Hui-suk · Jung Gil-Ok · Oh Ha-Na                                                   |
| LOH 2016 | nebylo na programu LOH | nebylo na programu LOH | nebylo na programu LOH |
| LOH 2020 | Sportovci ROV (ROC) · Inna Deriglazovová · Larisa Korobejnikovová · Marta Marťjanovová · Adelina Zagidullina                                                | Francie (FRA) · Anita Blazeová · Astrid Guyartová · Pauline Ranvierová · Ysaora Thibusová                                               | Itálie (ITA) · Martina Batiniová · Erica Cipressaová · Arianna Errigová · Alice Volpiová                                    |
| LOH 2024 | Spojené státy americké (USA) · Jacqueline Dubrovichová · Lee Kieferová · Lauren Scruggsová · Maia Weintraubová                                              | Itálie (ITA) · Arianna Errigová · Martina Favarettová · Alice Volpiová · Francesca Palumbová                                            | Japonsko (JPN) · Sera Azumaová · Juka Uenová · Karin Mijawakiová · Komaki Kikučiová                                         |